# Herman ten Kate (antropoloog)

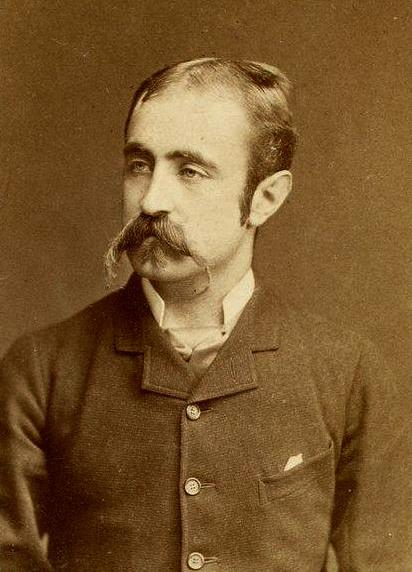
Herman ten Kate

Herman Frederik Carel ten Kate (Amsterdam, 21 juli 1858 - Carthago (Tunesië), 4 februari 1931) was een Nederlands fysisch antropoloog. Hij was de zoon van de schilder Herman Frederik Carel ten Kate en reisde als antropoloog de wereld rond. Hij verbleef langere tijd in Amerika, Japan en Tunesië. 
Ten Kate kreeg een artistieke opvoeding, maar was avontuurlijk van aard en wilde wereldreiziger worden. In Leiden studeerde hij geografie, volkenkunde, oosterse talen en medicijnen. Hij vervolgde zijn studies in Parijs, Berlijn, Göttingen en Heidelberg. Vooral in Parijs leerde hij van de laatste ontwikkelingen in de fysische antropologie, hetgeen zijn belangrijkste studieonderwerp zou blijven.
Ten Kate was bijzonder geïnteresseerd in Indianen. In 1882 vertrok hij voor onderzoek bij Indianenstammen naar de Verenigde Staten. Drie jaar later verscheen zijn boek daarover: Reizen en onderzoekingen in Noord-Amerika.
Ten Kate probeerde daarna een betrekking te verkrijgen als antropoloog, maar dit lukte niet. Daarop bleef hij zijn leven lang als wetenschappelijk reiziger de wereld rondreizen, deels gefinancierd door wetenschappelijke instellingen, deels op eigen kosten. Hij publiceerde over zijn onderzoeken in tijdschriften in Nederland, Duitsland, Frankrijk en Amerika en overal contacten. Hij was een actief verzamelaar van etnografisch en antropologisch materiaal, dat terechtkwam in musea in Nederland, maar ook daarbuiten.
Na zijn lange reis studeerde Ten Kate verder in de geneeskunde in Duitsland, en reisde daarna verder. In 1898 ging hij als arts werken in Japan, waar hij in 1906 trouwde met Kimi Fujii. Hij bleef er tot de dood van zijn vrouw in 1919, waarna hij terugkeerde naar Europa en woonde in Zwitserland, Italië en Tunesië.
Ten Kate was kritisch tegenover de westerse cultuur en diens immorele houding tegenover de natuurvolken. Aan het eind van zijn leven werd hij ronduit cultuurpessimist en was vaak depressief. Hij stierf ziek, arm en eenzaam in 1931.